# 中垣信夫

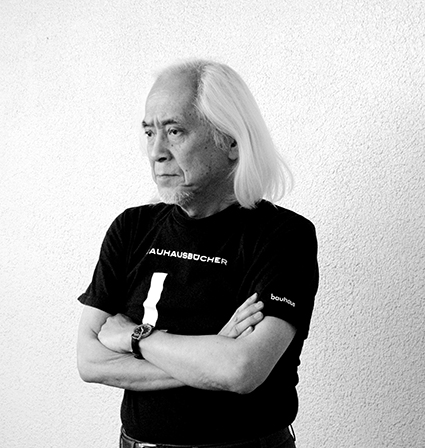
中垣信夫

中垣 信夫（なかがき のぶお、1938年 - ）は、日本のグラフィックデザイナー・エディトリアルデザイナー。神奈川県出身。

## 略歴・人物
武蔵野美術大学卒業。
1964～73年杉浦康平デザイン事務所勤務。
ウルム造形大学(en:Ulm_School_of_Design)に招致された杉浦康平に同行し、オトル・アイヒャーに師事する。
1973年、中垣デザイン事務所設立。
2008年4月、杉浦康平、勝井三雄などのグラフィックデザイナーが講師を務める、社会人のためのデザイン学校「ミームデザイン学校」を設立。
実家はワイナリー（皇國葡萄酒）。母方の祖父は、1935年東京大学駒場に移転した、当時の第一高等学校校長森巻吉。

## 主な仕事

### 雑誌AD
- 美術手帖／美術出版社／1974 - 2008年
- デザインの現場／美術出版社／1984 - 1995年
- インターコミュニケーション／NTT／1993 - 2002年
- FUKUOKA STYLE／福博綜合印刷／1993 - 2003年
- CNN English Express／朝日出版社／1987年 -
- プロパティマネジメント／綜合ユニコム／2000年 -

### ブックデザイン
- 日本の結び／築地書館／1974年
- 歌舞伎事典／平凡社／1983年
- エリア事典シリーズ 朝鮮を知る事典他10数冊／平凡社／1986年 -
- 能・狂言事典／平凡社／1987年
- 日本音楽大事典／平凡社／1989年
- 中世思想原典集成 全20巻／平凡社／1992年 -
- 世界民族問題事典／平凡社／1993年
- 慶應義塾史事典／慶應義塾大学出版会／2009年
- 福沢諭吉事典／慶應義塾大学出版会／2010年
- 国立近代美術館60年史／国立近代美術館／2012年
- 日本の20世紀芸術／平凡社／2014年

### 叢書設計
- 平凡社ライブラリー／平凡社／1993年 -
- カラー版シリーズ 西洋美術史他／美術出版社／1990年 -

## 受賞
- 講談社出版文化賞／第21回（1990年）『今井俊満 花鳥風月』／美術出版社
- 造本装丁コンクール／第44回（2010年）文部大臣賞／瀧口修造1958 旅する眼差し／慶應義塾大学出版会